# Mia Mottley
Pour les articles homonymes, voir Mottley.
Mia Mottley, née le 1er octobre 1965, est une femme d'État barbadienne, Première ministre depuis le 25 mai 2018.
Avocate de métier, membre du Parti travailliste de la Barbade (BLP), elle siège depuis 1994 au Parlement, où elle occupe à deux reprises le poste de chef de l'opposition (de 2008 à 2010, puis à nouveau de 2013 à 2018).
Ancienne ministre de l'Éducation et ancienne procureure générale, elle devient la première femme élue Première ministre de la Barbade à la suite de la victoire du BLP aux élections législatives de 2018. À ce poste, elle organise notamment l'abolition de la monarchie barbadienne en 2021. Elle est réélue pour un second mandat à la tête du gouvernement en 2022, lors des premières élections législatives organisées après l’avènement de la république.

## Biographie

### Origines et influences familiales

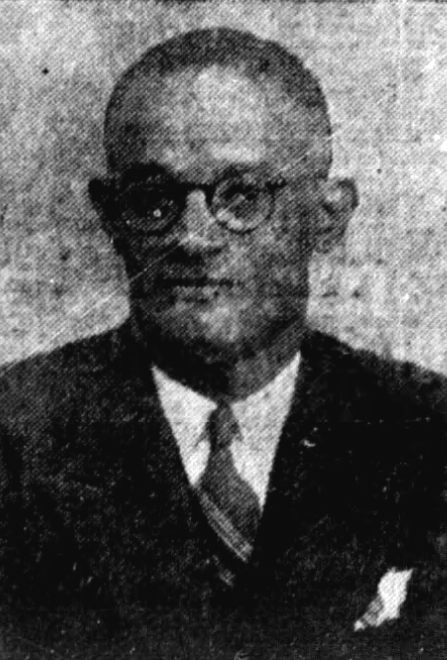
Ernest Mottley, le grand-père de Mia Mottley (1951).

Mia Amor Mottley est née en 1965 dans une famille fortement impliquée dans le milieu politique barbadien.
Elle est la petite-fille d'Ernest Mottley (es) (1907-1973), courtier immobilier et homme politique. Il fut le premier maire de la capitale Bridgetown en 1959,. Représentant Bridgetown à l'Assemblée de la Barbade à partir de 1946, il appartenait au parti conservateur et faisait œuvre de charité auprès des populations appauvries. Il fut décoré du grade de Commandeur dans l'Ordre de la division civile pour services publics rendus à la Barbade en juin 1962 et assista Wynter Algernon Crawford (1910-1993), ministre du Commerce de la Barbade, lors de la Conférence indépendante tenue à Londres en juin et juillet 1966. L'oncle de Mia Mottley, nommé comme son père Ernest Deighton Mottley, est devenu le chef politique du Parti démocratique social-chrétien (CSD), de courte durée, créé en mars 1975.
Mia Mottley est la fille d'Elliott Deighton Mottley, avocat, qui siégeait à la Chambre de l'Assemblée avant de bientôt quitter son siège pour devenir consul général à New York. En décembre 1964, trois ans à peine après son admission au barreau, il a épousé Santa Amor Tappin, qui porte et met au monde Mia Mottley l'année suivante. Elliott Deighton Mottley a ensuite été élu représentant de Bridgetown en mai 1969. D'aucuns suggèrent que le Premier ministre de l'époque, Errol Barrow, a utilisé sa majorité parlementaire pour abolir les gouvernances locales et ainsi miner la force du père de Mia Mottley sur la scène politique.

### Formation
Mia Mottley fait ses études à l'école préparatoire Merrivale, au Queen's College (en) et à l'United Nations International School (en) (UNIS).
En 1986, elle termine sa formation d'avocate en obtenant son diplôme en droit de la London School of Economics.

### Parcours politique
Depuis 1994, Mia Mottley siège comme membre du Parlement, puis elle rejoint le gouvernement en tant que ministre de l'Éducation en 2000 et assume différents portefeuilles ministériels à la suite, notamment ceux de Vice-Première ministre et de procureure générale, devenant la première femme à occuper ce poste dans l'histoire de la Barbade.
Après la défaite du BLP lors des élections législatives de 2008 (en) et la démission d'Owen Arthur de la tête du parti, Mia Mottley est élue chef du BLP le 19 janvier 2008 contre l'ancien procureur général de la Barbade, Dale Marshall (en). Elle est la première femme à diriger le parti, ainsi que la première femme chef de l'opposition du pays. Mia Mottley prête serment en tant que chef de l'opposition le 7 février 2008. Elle est évincée de ce poste le 18 octobre 2010, à la suite d'un vote de défiance de cinq de ses collègues parlementaires. L'ancien Premier ministre Owen Arthur devient chef de l'opposition le jour même.
Lors des élections législatives de 2013, le BLP est battu de justesse, obtenant 14 sièges contre 16 pour le Parti travailliste démocratique (DLP). Quelques jours après le scrutin, le 26 février 2013, le groupe parlementaire du BLP réélit Mia Mottley comme chef de l'opposition, en remplacement d'Owen Arthur.
En 2016, elle devient membre du Dialogue inter-américain (en).
Après la victoire du Parti travailliste aux élections législatives de 2018, elle succède à Freundel Stuart au poste de Première ministre le 25 mai 2018. Sous son impulsion, son parti remporte une victoire historique : 72,8 % des suffrages lui reviennent, un score jamais égalé par aucun autre parti, ce qui permet au BLP d'occuper l'ensemble des 30 sièges de la Chambre, une prouesse politique qui n'avait encore jamais été atteinte. C'est la première femme à être élue à cette fonction et elle récupère un pays en état de crise. Elle est également ouvertement pour les droits des personnes LGBT.
En l'honneur de son travail au service de la Barbade, Mia Mottley reçoit en mai 2019, avec l'athlète caribéen et militant des droits civiques Shaun King, le prix de l'association Diamond Ball fondée par la chanteuse barbadienne Rihanna. 

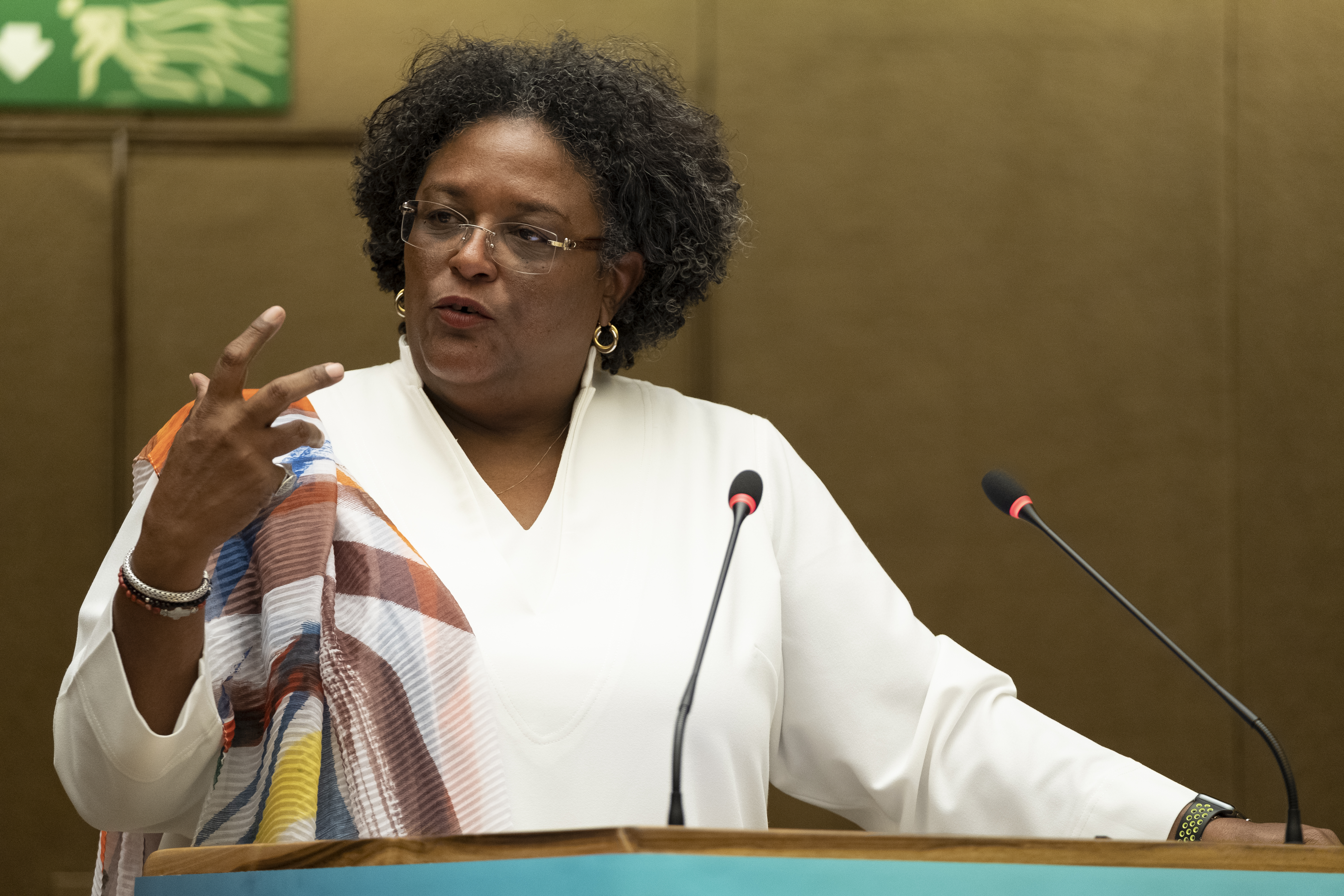
Mia Mottley prononçant un discours au Sommet du climat à Genève (2019).

En septembre 2019, elle intervient au Sommet du climat à Genève, en tant que chef du gouvernement, pour réclamer des objectifs plus ambitieux que ceux que l'Organisation des Nations unies s'est fixés, car même s'ils sont atteints, plusieurs îles Caraïbes seront englouties par les eaux dans un futur proche,. Elle prédit alors une immigration climatique massive, soulignant que les îles Caraïbes perdant leurs terres et payant le plus lourd tribut n'émettent pourtant pas plus d'1 % des gaz à effet de serre responsables du réchauffement climatique. En référence à la jeune militante écologiste suédoise Greta Thunberg et ses soutiens, elle déclare : « Les jeunes personnes du monde entier exigent la justice climatique, et nous aussi ».
Le 16 septembre 2020, le gouverneur général de la Barbade, Dame Sandra Mason, annonce l'intention du gouvernement d'abolir la monarchie et la prochaine proclamation de la république le 30 novembre 2021, à l'occasion du 55e anniversaire d'indépendance de l'île, précisant qu'« il est temps de laisser le passé colonial derrière nous », lors d'un discours écrit par la Première ministre Mia Mottley. L'abolition de la monarchie barbadienne est formellement votée à l’unanimité par l'Assemblée le 29 septembre 2021. Le pays, précédemment royaume du Commonwealth, devient alors une république du Commonwealth. Dans la foulée, Mia Mottley convoque des élections législatives anticipées.
Son discours spontané du 24 septembre 2021 devant l'assemblée générale de l'ONU sur l'attitude des pays riches face à l'urgence climatique et la crise de la Covid-19, leur absence d'engagement à partager les vaccins disponibles avec les pays les plus pauvres pour résoudre la crise devient viral sur les réseaux sociaux,. 
Elle est co-présidente du groupe des dirigeants mondiaux pour combattre la résistance aux antimicrobiens (RAM).
Après la victoire écrasante de son parti aux élections législatives de 2022, Mia Mottley prête serment pour un second mandat de Première ministre le 20 janvier à la State House.
En 2023, elle demande que la Barbade puisse recevoir 4,9 billions de dollars en guise de réparations pour la période esclavagiste.